# Daniel Romanowitsch

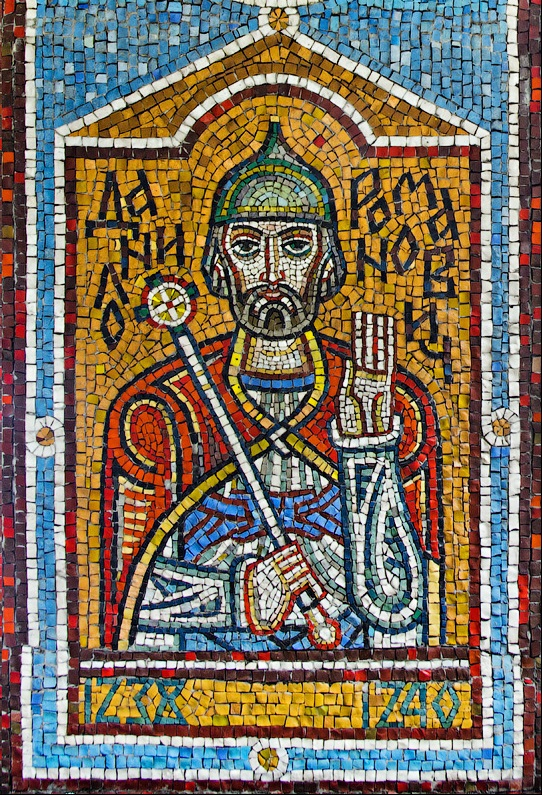
Abbildung Daniel von Galiziens auf einem Mosaik

Daniel Romanowitsch von Galizien (altostslawisch Данило Романовичь Галичкый, ukrainisch король Данило, Данило Романович, Данило Галицький ,korol Danylo, Danylo Romanowytsch, Danylo Halytzkyj, russisch Даниил Романович Галицкий Daniil Romanowitsch Galizki; * 1201, Halytsch, Fürstentum Galizien; † 1264 in Cholm, Fürstentum Galizien) war Fürst von Galizien (1205–1206, 1211–1212, 1229–1231, 1233–1235, 1238–1264), Wolhynien (1215–1229, 1231–1233, 1235–1238) und Großfürst von Kiew (1240). 1254 ließ er sich von einem päpstlichen Legaten zum König der Rus (Rex Russiæ) krönen. Daniel gilt neben Alexander Newski als der bedeutendste Fürst seiner Zeit in der Kiewer Rus.

## Leben

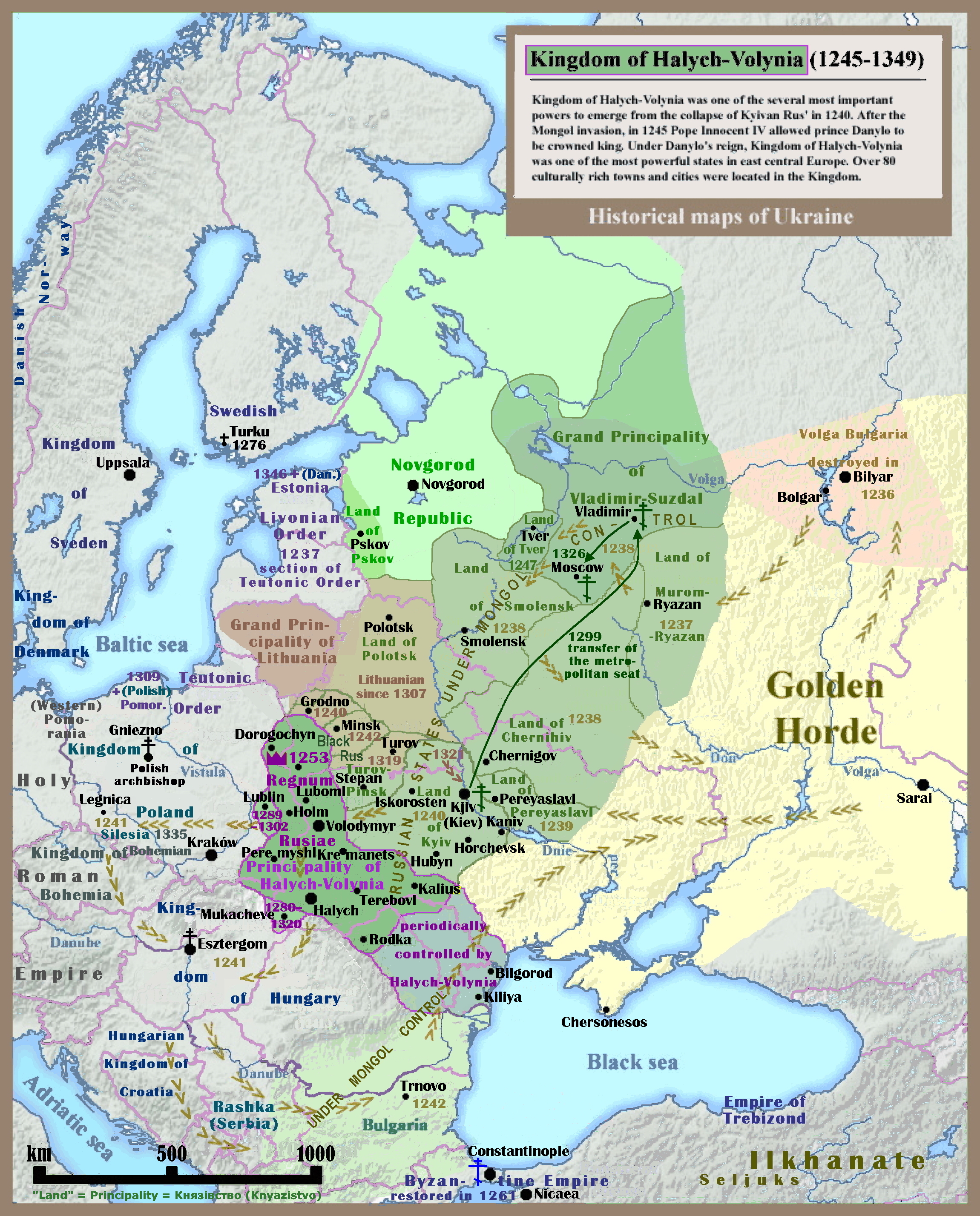
Territoriale Ausdehnung des Fürstentums Galizien-Wolhynien (1245–1349).

Daniel war der Sohn des Fürsten Roman von Galizien-Wolhynien. 1223 nahm er an der Schlacht an der Kalka gegen die Mongolen teil und entkam, als diese Schlacht verloren wurde. Nach dem Feldzug Batu Khans 1240/41 und der Zerstörung von Kiew bemühte sich Daniel um den Wiederaufbau seines Landes und die Absicherung seiner Regierung gegen Ansprüche seiner Nachbarn und der Bojaren. Dabei unterstellte er sich 1246 wie alle Fürsten der Rus den Mongolen und überlebte die Reise an deren Hof.
Er holte mit Deutschen, Juden und Armeniern fremde Siedler und Kaufleute ins Land und gründete und förderte Städte wie Lemberg und Cholm sowie den Straßenbau. Der Fürst versuchte zu seinem Schutz ein weitreichendes Bündnisnetz zu knüpfen. Ein wichtiger Punkt war dabei die Heirat seines Sohnes Švarno mit der Tochter des litauischen Herrschers Mindaugas’, aber auch die Aussöhnung mit Polen und die Unterstützung des rebellischen Großfürsten Andrej, eines weiteren Schwiegersohnes, dienten diesem Ziel. Über die Heirat seines Sohnes Roman mit Gertrude, der Nichte des letzten Babenbergers Friedrichs des Streitbaren, griff er auch in die Auseinandersetzung um das österreichische Erbe ein, doch war er dabei erfolglos.
Nach jahrelangen Unionsverhandlungen empfing Daniel 1253 von Papst Innozenz IV. durch den Legaten Opizo de Mezzano die Königskrone. Daniel erhoffte sich einen vom Papst versprochenen Feldzug gegen die Tataren, der jedoch nie verwirklicht wurde. Die Krönung hatte weder unmittelbare politische noch kirchliche Folgen, stellt aber aus ukrainischer Sicht einen symbolischen Akt der Zugehörigkeit der Westukraine zum lateinischen Europa dar.
Schließlich schlugen Daniel und sein Sohn Lew nach einem Streit um die Steuererhebung zwei tatarische Plünderungszüge zurück, und zwar die des Befehlshabers des westlichen Dnepr-Ufers, des Prinzen Kuremsa (1254/55). Er wollte danach die Fremdherrschaft abschütteln, was aber 1258/59 in einem Fiasko endete. In diesen zwei Jahren zog eine große mongolische Armee unter Burundai und Prinz Noqai durch Daniels Fürstentum, zuerst weiter nach Litauen und dann weiter nach Polen. In beiden Fällen wurde der Adel unter Führung von Daniels Bruder (Wassylko) und von seinem Sohn zur Heeresfolge einschließlich des Angriffs auf die eigenen Städte gezwungen. Die Städte mussten ihre Stadtmauern schleifen, das Land wurde wieder schwer verwüstet. Daniel selbst musste offenbar fliehen.
Für das Jahr 1263 wird Daniel (samt Bruder Wassylko und Sohn Lew) wieder als Besucher des tatarischen Heerlagers Burundais erwähnt.
Daniel errichtete der Überlieferung zufolge seinem Sohn Leo I. von Galizien (1264–1301) die Hohe Burg. Leo konnte eine gewisse Selbständigkeit des Landes erhalten, die Familienlinie starb 1323 bzw. endgültig 1340 aus.